# Superliga de Eslovaquia 2018-19
La temporada 2018-19 es la edición número 26 de la Superliga de Eslovaquia, la máxima categoría del fútbol profesional en Eslovaquia. La temporada comenzó el 21 de julio de 2018 y finalizara el 24 de mayo de 2019. El FC Spartak Trnava es el vigente campeón de la Superliga por primera vez en su historia.
El campeonato se juega en dos fases distintas, la primera fase va a utilizar un torneo round-robin de 22 fechas y la segunda fase se dividirán en dos grupos uno del 1 al 6 lugar que jugará por el título y los puestos para torneos europeas y el segundo grupo, compuesto por los equipos de 7.º lugar al 12, que jugarán para evitar el descenso. Los dos últimos equipos serán descendidos y serán reemplazados por el campeón y el subcampeón de la Primera Liga de Eslovaquia. Los puntos obtenidos en la primera etapa se acumulan en la segunda etapa
El primer clasificado obtuvo un cupo para la segunda ronda de la Liga de Campeones de la UEFA 2019-20, mientras que el segundo y tercer clasificado obtuvieron un cupo para la primera ronda de la Liga Europa de la UEFA 2019-20; por otro lado el último clasificado descendió a la Primera Liga de Eslovaquia 2019-20.
Un tercer cupo para la primera ronda de la Liga Europa de la UEFA 2019-20 es asignado al campeón de la Copa de Eslovaquia.

## Ascensos y descensos
| Pos. | Descendido de Superliga de Eslovaquia 2017-18 |
| ---- | --------------------------------------------- |
| 12.º | FC Tatran Presov                              |

| Pos. | Ascendido de Primera Liga de Eslovaquia 2017-18 |
| ---- | ----------------------------------------------- |
| 1.º  | ŠKF Sereď                                       |

## Equipos participantes
| Club                     | Ciudad          | Estadio                     | Capacidad |
| ------------------------ | --------------- | --------------------------- | --------- |
| AS Trenčín               | Trenčín         | Štadión na Sihoti           | 3,500     |
| DAC Dunajská Streda      | Dunajská Streda | MOL Aréna                   | 12,700    |
| FK Železiarne Podbrezová | Podbrezová      | ZELPO Aréna                 | 4,061     |
| FK Senica                | Senica          | OMS Arena                   | 5,070     |
| Michalovce               | Michalovce      | Mestský futbalový štadión   | 4,440     |
| MFK Ružomberok           | Ružomberok      | Štadión pod Čebraťom        | 4,817     |
| FC Nitra                 | Nitra           | Štadión pod Zoborom         | 7,480     |
| ŠKF Sereď                | Sereď           | Štadión pod Zoborom         | 7,480     |
| MŠK Žilina               | Žilina          | Štadión pod Dubňom          | 11,258    |
| Slovan Bratislava        | Bratislava      | Tehelné pole                | 22,500    |
| Spartak Trnava           | Trnava          | Štadión Antona Malatinského | 19,200    |
| ViOn Zlaté Moravce       | Zlaté Moravce   | Štadión FC ViOn             | 4,000     |

| AS Trenčín                  | Dunajská Streda     | FK Podbrezová    | MFK Michalovce            | FK Senica          | MFK Ružomberok       |
| --------------------------- | ------------------- | ---------------- | ------------------------- | ------------------ | -------------------- |
| Stadium Myjava              | MOL Aréna           | ZELPO Aréna      | Mestský futbalový štadión | OMS ARENA Senica   | Štadión pod Čebraťom |
| Capacidad: 2,709            | Capacidad: 12,700   | Capacidad: 4,061 | Capacidad: 4,440          | Capacidad: 5,070   | Capacidad: 4,817     |
|                             |                     |                  |                           |                    |                      |
| Spartak Trnava              | ŠKF Sereď           | Zlaté Moravce    | FC Nitra                  | MŠK Žilina         | Slovan Bratislava    |
| Štadión Antona Malatinského | Štadión pod Zoborom | Štadión FC ViOn  | Štadión pod Zoborom       | Štadión pod Dubňom | Tehelné pole         |
| Capacidad: 19,200           | Capacidad: 7,480    | Capacidad: 4,000 | Capacidad: 7,480          | Capacidad: 11,258  | Capacidad: 22,500    |
|                             |                     |                  |                           |                    |                      |

## Tabla de posiciones

### Temporada regular
Actualización el 9 de marzo de 2019.
| Pos. | Equipo                | Pts. | PJ | G  | E | P  | GF | GC | Dif. | Clasificación o descenso     |
| ---- | --------------------- | ---- | -- | -- | - | -- | -- | -- | ---- | ---------------------------- |
| 1    | Slovan Bratislava     | 58   | 22 | 18 | 4 | 0  | 53 | 18 | +35  | Clasifica a Grupo Campeonato |
| 2    | MŠK Žilina            | 44   | 22 | 13 | 5 | 4  | 39 | 23 | +16  | Clasifica a Grupo Campeonato |
| 3    | DAC Dunajská Streda   | 44   | 22 | 13 | 5 | 4  | 42 | 27 | +15  | Clasifica a Grupo Campeonato |
| 4    | MFK Ružomberok        | 36   | 22 | 9  | 9 | 4  | 34 | 20 | +14  | Clasifica a Grupo Campeonato |
| 5    | Zemplín Michalovce    | 32   | 22 | 9  | 5 | 8  | 29 | 33 | −4   | Clasifica a Grupo Campeonato |
| 6    | ŠKF Sereď             | 31   | 22 | 9  | 4 | 9  | 27 | 29 | −2   | Clasifica a Grupo Campeonato |
| 7    | FC Nitra              | 26   | 22 | 7  | 5 | 10 | 27 | 30 | −3   | Clasifica a Grupo Descenso   |
| 8    | Spartak Trnava        | 25   | 22 | 7  | 4 | 11 | 28 | 28 | 0    | Clasifica a Grupo Descenso   |
| 9    | AS Trenčín            | 22   | 22 | 6  | 4 | 12 | 30 | 40 | −10  | Clasifica a Grupo Descenso   |
| 10   | Železiarne Podbrezová | 21   | 22 | 6  | 3 | 13 | 22 | 35 | −13  | Clasifica a Grupo Descenso   |
| 11   | FK Senica             | 15   | 22 | 3  | 6 | 13 | 20 | 43 | −23  | Clasifica a Grupo Descenso   |
| 12   | ViOn Zlaté Moravce    | 14   | 22 | 4  | 2 | 16 | 19 | 44 | −25  | Clasifica a Grupo Descenso   |

 Fuente: Soccerway
Criterios de clasificación: 1) Puntos; 2) puntos entre sí; 3) diferencia de goles; 4) Goles marcados.
Notas:
1. ↑  Los equipos juegan entre sí dos veces (22 partidos) antes de que la liga se divida en dos grupos (los seis primeros y los seis inferiores) donde se disputan 10 partidos más.

#### Resultados
| Local \ Visitante   | DAC | NIT | POD | RUŽ | SEN | SER | SLO | TRV | TRČ | ZTM | ZPM | ŽIL |
| ------------------- | --- | --- | --- | --- | --- | --- | --- | --- | --- | --- | --- | --- |
| DAC Dunajská Streda | —   | 1–0 | 3–2 | 2–2 | 1–0 | 5–0 | 0–1 | 3–2 | 0–0 | 3–1 | 4–1 | 0–0 |
| Nitra               | 2–3 | —   | 1–3 | 0–0 | 1–0 | 0–2 | 1–2 | 0–0 | 2–1 | 4–1 | 2–1 | 0–2 |
| Podbrezová          | 1–2 | 3–2 | —   | 0–1 | 2–4 | 1–1 | 0–2 | 1–0 | 2–0 | 3–0 | 0–1 | 0–2 |
| Ružomberok          | 0–1 | 3–1 | 3–0 | —   | 4–0 | 0–0 | 0–2 | 3–1 | 1–0 | 4–0 | 0–0 | 3–1 |
| Senica              | 1–2 | 1–1 | 1–1 | 1–1 | —   | 0–1 | 1–2 | 1–0 | 0–2 | 3–0 | 2–4 | 0–1 |
| Sereď               | 0–1 | 2–1 | 1–2 | 3–1 | 2–1 | —   | 0–1 | 3–1 | 3–1 | 2–0 | 2–1 | 1–1 |
| Slovan Bratislava   | 3–2 | 1–1 | 3–0 | 1–1 | 2–2 | 2–1 | —   | 2–0 | 3–3 | 3–1 | 6–0 | 5–2 |
| Spartak Trnava      | 3–1 | 2–3 | 2–0 | 0–0 | 4–1 | 2–1 | 1–2 | —   | 3–1 | 1–0 | 3–0 | 1–2 |
| Trenčín             | 3–3 | 0–1 | 1–1 | 1–4 | 3–0 | 5–1 | 0–3 | 1–0 | —   | 1–0 | 1–2 | 0–2 |
| ViOn Zlaté Moravce  | 1–2 | 0–3 | 1–0 | 1–1 | 4–0 | 0–1 | 1–4 | 1–1 | 3–1 | —   | 2–0 | 1–2 |
| Zemplín Michalovce  | 2–1 | 0–0 | 2–0 | 2–2 | 1–1 | 1–0 | 1–2 | 1–0 | 4–2 | 3–0 | —   | 0–1 |
| Žilina              | 2–2 | 2–1 | 2–0 | 3–0 | 5–0 | 2–1 | 0–1 | 1–1 | 2–3 | 2–1 | 2–2 | —   |

### Grupo campeonato
| Pos. | Equipo                | Pts. | PJ | G  | E  | P  | GF | GC | Dif. | Clasificación                                                 |
| ---- | --------------------- | ---- | -- | -- | -- | -- | -- | -- | ---- | ------------------------------------------------------------- |
| 1    | Slovan Bratislava (C) | 80   | 32 | 25 | 5  | 2  | 84 | 33 | +51  | Clasifica a Liga de Campeones de la UEFA 2019-20              |
| 2    | DAC Dunajská Streda   | 63   | 32 | 19 | 6  | 7  | 63 | 37 | +26  | Primera fase clasificatoria de Liga Europa de la UEFA 2019-20 |
| 3    | MFK Ružomberok        | 56   | 32 | 15 | 11 | 6  | 50 | 31 | +19  | Primera fase clasificatoria de Liga Europa de la UEFA 2019-20 |
| 4    | MŠK Žilina            | 54   | 32 | 16 | 6  | 10 | 56 | 44 | +12  |                                                               |
| 5    | Zemplín Michalovce    | 40   | 32 | 11 | 7  | 14 | 39 | 58 | −19  |                                                               |
| 6    | ŠKF Sereď             | 38   | 32 | 11 | 5  | 16 | 39 | 54 | −15  |                                                               |

 Fuente: Soccerway
Criterios de clasificación: 1) Puntos; 2) puntos entre sí; 3) diferencia de goles; 4) Goles marcados.

### Grupo descenso
| Pos. | Equipo                | Pts. | PJ | G  | E  | P  | GF | GC | Dif. | Clasificación o descenso                                      |
| ---- | --------------------- | ---- | -- | -- | -- | -- | -- | -- | ---- | ------------------------------------------------------------- |
| 7    | Spartak Trnava (a)    | 38   | 32 | 10 | 8  | 14 | 35 | 35 | 0    |                                                               |
| 8    | FK Senica             | 37   | 32 | 10 | 7  | 15 | 42 | 53 | −11  |                                                               |
| 9    | FC Nitra              | 34   | 32 | 8  | 10 | 14 | 42 | 48 | −6   | Primera fase clasificatoria de Liga Europa de la UEFA 2019-20 |
| 10   | ViOn Zlaté Moravce    | 34   | 32 | 10 | 4  | 18 | 33 | 55 | −22  |                                                               |
| 11   | AS Trenčín            | 31   | 32 | 8  | 7  | 17 | 41 | 56 | −15  | Clasifica a playoffs de descenso                              |
| 12   | Železiarne Podbrezová | 29   | 32 | 7  | 8  | 17 | 28 | 48 | −20  | Descenso a la 2. Liga de Eslovaquia                           |

 Fuente: Soccerway
Criterios de clasificación: 1) Puntos; 2) puntos entre sí; 3) diferencia de goles; 4) Goles marcados.
- (a) Spartak Trnava clasifica a la Liga Europa de la UEFA 2019-20 en su calidad de campeón de la Copa de Eslovaquia 2018-19.

## Playoffs de descenso
- Se disputa entre el equipo ubicado en el puesto 11 de la Superliga y el segundo equipo clasificado de la 2. Liga 2018–19, por un lugar en la máxima categoría la próxima temporada.
| 28 de mayo de 2019 | FK Poprad | 2–0 | FK AS Trenčín | Štadión NTC Poprad, Poprad |  |
|                    |           |     |               | Árbitro(s): Michal Očenáš  |  |

| 1 de junio de 2019 | FK AS Trenčín | 4–1 | FK Poprad | Štadión pod Dubňom, Žilina |  |
|                    |               |     |           | Árbitro(s): Jozef Pavlik   |  |

- FK AS Trenčín vence por un resultado global de 4–3 y se mantiene en la Superliga.

## Goleadores
- Actualización final el 25 de mayo de 2019.
| Pos. | Jugador            | Club                  | Goles |
| ---- | ------------------ | --------------------- | ----- |
| 1    | Andraž Šporar      | ŠK Slovan Bratislava  | 29    |
| 2    | Róbert Boženík     | MSK Žilina            | 13    |
| 3    | Moha Rharsalla     | ŠK Slovan Bratislava  | 12    |
| 3    | Hamza Čataković    | AS Trenčín            | 12    |
| 5    | Kristopher Vida    | DAC Dunajská Streda   | 11    |
| 6    | Vakoun Issouf Bayo | DAC Dunajská Streda   | 10    |
| 6    | Tomáš Vestenický   | FC Nitra              | 10    |
| 8    | Izzy Tandir        | MFK Ružomberok        | 9     |
| 8    | Michal Škvarka     | MSK Žilina            | 9     |
| 8    | Kubilay Yilmaz     | Spartak Trnava        | 9     |
| 8    | Tomáš Ďubek        | FC ViOn Zlaté Moravce | 9     |
| 8    | Kristi Qose        | MFK Ružomberok        | 9     |
| 8    | Joey Sleegers      | AS Trenčín            | 9     |